# Ткаченко, Александр Николаевич (боксёр)
Алекса́ндр Никола́евич Ткаче́нко (14 ноября 1955, Сталино) — советский боксёр минимальной и наилегчайшей весовых категорий, выступал за сборную СССР во второй половине 1970-х годов. Чемпион Европы, четырёхкратный чемпион национального первенства, участник летних Олимпийских игр в Монреале, заслуженный мастер спорта. В настоящее время занимает пост генерального директора объединенной федерации бокса Донецкой области.

## Биография
Александр Ткаченко родился 14 ноября 1955 года в Сталине. Учился в общеобразовательной школе № 89, находясь в пятом классе, вместе с братом-близнецом Владимиром записался в секцию бокса — о наборе узнал случайно из объявления. Занимался под руководством заслуженного тренера Анатолия Коваленко, представлял спортивное общество «Динамо».

## Спортивная карьера
Первого серьёзного успеха на ринге добился в 1972 году, когда попал в число призёров первенства Украины среди юношей, тогда как два года спустя выигрывал в минимальном весе все юниорские соревнования, в которых участвовал: стал чемпионом республики, чемпионом СССР, чемпионом Европы. За счёт этих побед пробился во взрослую сборную страны, выиграл национальное первенство и съездил на чемпионат Европы 1975 года в Катовицах, где победил всех своих соперников, в том числе таких титулованных боксёров как Дьёрдь Гедо и Энрике Родригес в полуфинале и финале соответственно.
Благодаря череде удачных выступлений Ткаченко удостоился права защищать честь страны на летних Олимпийских играх 1976 года в Монреале, однако уже во втором своём матче на турнире неожиданно потерпел поражение — не смог пройти тайца Паяо Поонтарата. На европейском первенстве 1977 года в Галле выступал в наилегчайшей весовой категории и завоевал серебряную медаль, в финальном матче уступил поляку Лешеку Блажиньскому. В 1978 году Александр Ткаченко четвёртый раз подряд стал чемпионом СССР, но вскоре принял решение завершить карьеру. Всего провёл в любительском боксе 198 боёв, из них 186 окончил победой. В 1991 году ему было присвоено почётное звание «Заслуженный мастер спорта СССР». Ныне проживает в родном Донецке, является генеральным директором объединенной федерации бокса Донецкой области.